# 8665 Daun-Eifel
8665 Daun-Eifel è un asteroide della fascia principale. Scoperto nel 1991, presenta un'orbita caratterizzata da un semiasse maggiore pari a 2,3560016 UA e da un'eccentricità di 0,0832652, inclinata di 5,56594° rispetto all'eclittica.